# ولیکی ردینکی
ولیکی ردینکی (به لاتین: Veliki Radinci) یک منطقهٔ مسکونی در کرواسی است که در استان خودمختار وویوودینا واقع شده‌است.

## خصوصیات
ولیکی ردینکی ۱٬۶۱۷ نفر جمعیت دارد.